# Vesilahti
Vesilahti este o comună din Finlanda.